# 1503年
| 千纪： | 2千纪 |
| 世纪： | 15世纪 \| 16世纪 \| 17世纪                                                                                 |
| 年代： | 1470年代 \| 1480年代 \| 1490年代 \| 1500年代 \| 1510年代 \| 1520年代 \| 1530年代                           |
| 年份： | 1498年 \| 1499年 \| 1500年 \| 1501年 \| 1502年 \| 1503年 \| 1504年 \| 1505年 \| 1506年 \| 1507年 \| 1508年 |
| 纪年： | 癸亥年（猪年）；明弘治十六年；越南景統六年；日本文龜三年                                                   |

## 大事记
- 第三次威尼斯土耳其戰爭以更多的愛琴海島嶼和在摩里亞的威尼斯共和國領土被鄂圖曼帝國占領告終。
- 阿方索·德·阿爾布克爾克由於幫助印度柯欽國王穩定了政權，而獲准在當地建立一個葡萄牙堡壘（貿易站）。
- 佛羅倫斯航海家亚美利哥·韦斯普奇在一封私人信件中，首度指出哥倫布發現的土地不是亞洲，而是新大陸。
- 切薩雷·波吉亞佔領卡斯泰洛城、佩魯賈。
- 教宗亞歷山大六世因感染瘧疾去世，教宗庇護三世當選成為新一任教宗，亞歷山大六世的私生子切薩雷·波吉亞隨即失勢並遭逮捕，翌年流放西班牙，羅馬涅的領地都被庇護三世給據為己有，但庇護三世擔任教宗26日後死於腿部潰瘍，德拉·羅維雷家族的教宗儒略二世成為新任教宗。

## 各国领袖

### 亚洲
- 中國（明朝）- 明孝宗，明朝皇帝，1487年－1505年
- 朝鮮（朝鮮王朝）- 燕山君李隆，1494年－1506年
- 日本
  1. 后柏原天皇，日本天皇，1500年－1526年
- 印度

## 出生
- 徐阶，明朝内阁首辅（逝世于1583年）
- 3月10日——斐迪南一世，哈布斯堡王朝的奧地利大公和神聖羅馬帝國皇帝（1556年起；1558年加冕）。他也是匈牙利和波希米亞的國王（1526年起）。
- 8月12日——克里斯蒂安三世，丹麥和挪威國王。（1559年逝世）

## 逝世
- 8月18日——教宗亞歷山大六世，1492年—1503年期間出任教宗，出身於波吉亞家族，曾為葡萄牙與西班牙劃定教宗子午線。
- 10月18日——教宗庇護三世，1503年擔任26日教宗。